# 久留和漁港
久留和漁港（くるわぎょこう）は、神奈川県横須賀市秋谷にある第1種漁港である。

## 概要
- 管理者 - 横須賀市
- 漁業協同組合 - 横須賀大楠

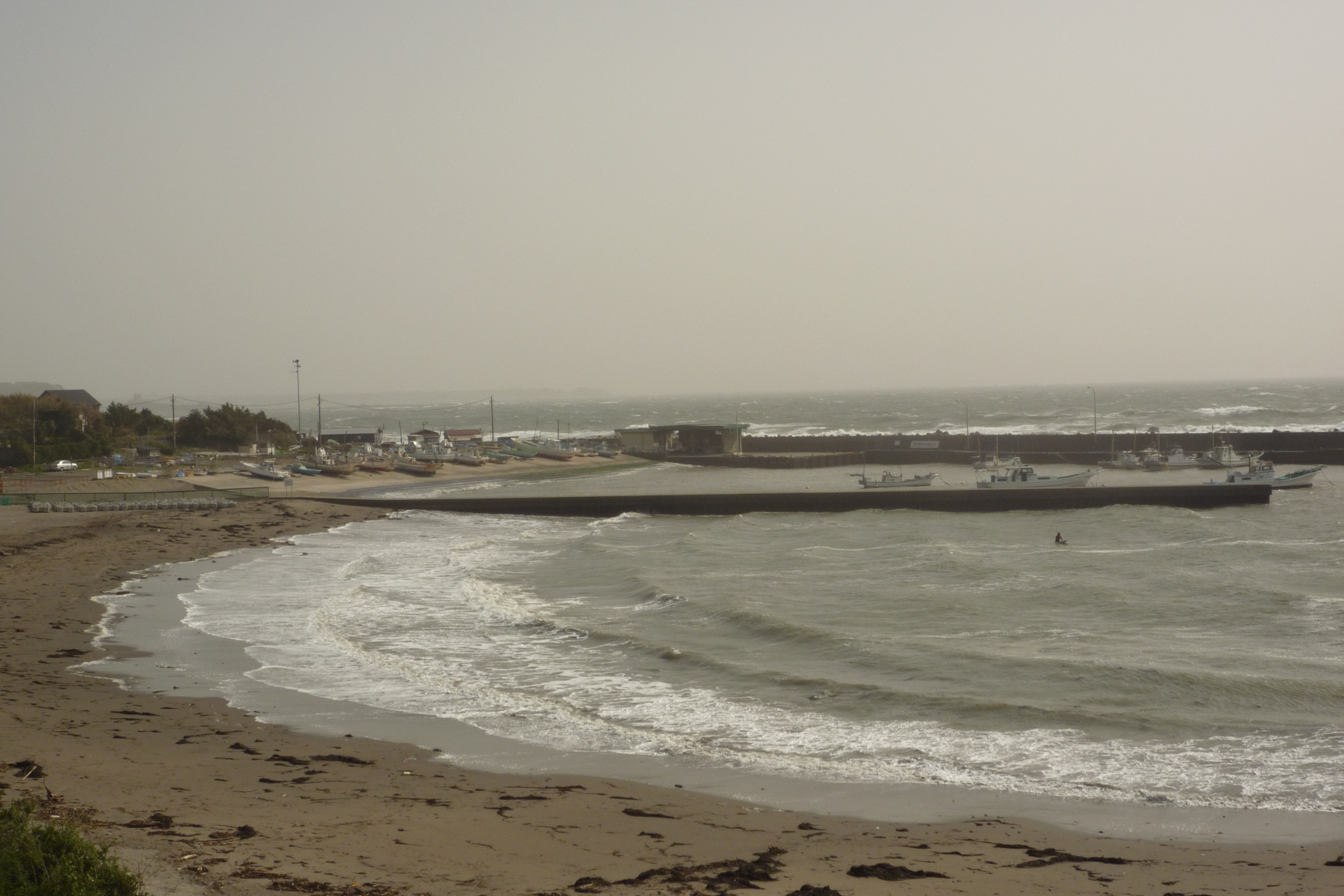
久留和漁港（2010年03-21日）

- 組合員数 - 49名（2001年（平成13年）12月）
- 漁港番号 - 2110060

## 沿革
- 1952年12月29日 - 第1種漁港に指定

## 主な魚種
- タコ
- ワカメ
- イワシ
- サバ
- サザエ

## 主な漁業
- 釣り
- 定置網
- 海面養殖業（藻類）
- 刺し網漁業

## 交通
- JR横須賀線逗子駅・京急逗子線逗子・葉山駅より京浜急行バス久留和海岸下車徒歩3分